# Луканин, Вениамин Григорьевич
Вениами́н Григо́рьевич Лука́нин (10 ноября 1919 — 5 декабря 2014) — советский офицер, танкист-ас, гвардии лейтенант, участник Великой Отечественной войны. На его боевом счету — 19 подбитых и уничтоженных танков и САУ противника.
Неоднократный чемпион Красноярска и Красноярского края по футболу и хоккею с мячом, участник игр на первенство РСФСР по хоккею с шайбой, трёхкратный чемпион города Ленинграда (ныне Санкт-Петербург) по хоккею с шайбой среди студенческих команд, участник первого Всесоюзного сбора скалолазов (1949 год, Крым). Ветеран спорта РСФСР.

## Биография

### Ранние годы
Родился 10 ноября 1919 года в городе Кузнецк (ныне Новокузнецк) Томской губернии. В 1929 году вместе с родителями переехал в город Красноярск, где окончил десятилетнюю школу.
Начал увлекаться спортом в начале 1930-х годов: футболом, хоккеем, скалолазанием в красноярском заповеднике «Столбы». Выступал сначала в детской футбольной команде ДСО «Динамо», а с 17 лет начал профессионально играть в хоккей с мячом (зимой) и в футбол (летом).
В 1938 году поступил в Томский политехнический институт, но через два года переехал в Свердловск. Играл за команды вузов.

### В годы Великой Отечественной войны
В июле 1941 года, сдав летнюю сессию, добровольцем ушёл на фронт. Направлен в Челябинское танковое училище, которое закончил через год в звании лейтенанта. Осенью 1942 года направлен в должности командира танка в состав 5-го отдельного гвардейского тяжёлого танкового полка на Сталинградский фронт. Участник Сталинградской битвы, Харьковской, Львовско-Сандомирской и Висло-Одерской операций. Воевал на танках КВ-1С, затем ИС-2.
В ходе Сталинградской битвы экипаж В. Г. Луканина записал на свой боевой счёт 5 подбитых и уничтоженных танков противника. В ходе Висло-Одерской операции его танк первым форсировал Вислу, за что начальник штаба пообещал представить командира к званию Героя Советского Союза. Однако оно осталось нереализованным.
Командир тяжёлого танка ИС-2 гвардии лейтенант В. Г. Луканин (командир орудия гвардии старший сержант Сергей Арефьев, заряжающий Андрей Гуртовенко и механик-водитель Василий Слюсаренко) отличился в ходе Львовско-Сандомирской операции в составе 57-го отдельного гвардейского танкового полка 3-й гвардейской танковой армии. На Сандомирском плацдарме на пару с танком ИС-2 гвардии старшего лейтенанта Петра Ляхова (командир орудия гвардии старший сержант Василий Копылов, заряжающий Андрей Хохлов и механик-водитель Михаил Михайлов) в течение двух дней отражали танковые атаки значительно превосходящих сил противника. За два дня экипажи двух советских тяжёлых танков уничтожили в общей сложности 17 немецких танков и самоходных установок, устранив угрозу ликвидации плацдарма на Висле. 8 из них — на счету экипажа В. Г. Луканина.
За этот эпизод командиры орудий гвардии старшие сержанты В. Копылов и С. Арефьев были награждены орденами Красного Знамени, заряжающие А. Гуртовенко и А. Хохлов — орденами Отечественной войны II степени. Получили награды и механики-водители В. Слюсаренко и М. Михайлов. Командиры танков гвардии старший лейтенант П. Ляхов и гвардии лейтенант В. Г. Луканин были представлены к званию Героя Советского Союза, однако награждены не были. По одной из версий, представления были изъяты командиром полка подполковником Богуновым.
За годы войны четырежды был ранен и контужен, находился на лечении в десяти различных госпиталях. В январе 1945 года в результате близкого разрыва снаряда получил тяжёлое увечье ноги: осколком вырвало часть стопы, после чего десять месяцев пробыл в госпиталях, где и встретил День Победы.

### Послевоенные годы
Окончил Красноярский лесотехнический институт, аспирантуру при Ленинградской ордена Ленина лесотехнической академии. Но по состоянию здоровья вернулся в Красноярск. Работал старшим научным сотрудником в НИИ лесной промышленности.
Занятия спортом помогли инвалиду 2-й группы В. Г. Луканину преодолеть последствия ранений и контузий. Продолжал играть в футбол, освоил хоккей с шайбой. С 1945 года — спортсмен футбольных и хоккейных команд «Динамо», капитан команды по футболу и по хоккею с мячом «Наука».
В 1949 году принимал участие в первом Всесоюзном сборе скалолазов в Крыму, заняв шестое место среди полусотни участников.
Неоднократный чемпион Красноярска и Красноярского края по футболу, хоккею и хоккею с мячом, участник игр на первенство РСФСР по хоккею с шайбой, трёхкратный чемпион города Ленинграда (ныне Санкт-Петербург) по хоккею с шайбой среди студенческих команд, долгое время выступал в различных всероссийских соревнованиях. Тренер хоккейной команды «Буревестник». Инициатор открытия памятника воинам-спортсменам возле Центрального стадиона на о. Отдыха и «Музея спорта» при краевом спорткомитете.
После завершения профессиональной карьеры, выходил на лёд, участвуя в товарищеских встречах среди ветеранов по хоккею с мячом. Ветеран спорта РСФСР.
Жил в городе Красноярске. Умер 5 декабря 2014 года.

## Труды
Автор двухтомника «Забыть не имеем права» (1998) — сборника биографических статей о 180-ти спортсменах Красноярского края.
- Луканин В. Г. Забыть не имеем права: 180 биографий из истории Красноярского спорта / В. Г. Луканин; ред.-сост. В. Ф. Ветшева. — Красноярск: Б.и., 1998. — 624 с.
- Луканин В. Г., Ветшева В. Ф. Наш XX век. Дороги памяти. Страницы истории Красноярского спорта. Красноярск: Красноярский писатель, 2007. 453 с. 100 экз.

Отдельные публикации:
- Сибиряки-красноярцы в Великой Отечественной войне. Материалы региональной научно-практической конференции, посвященной 55-летию Победы советского народа в Великой Отечественно войне 1941—1945 гг. / под ред. Н. И. Дроздова. Красноярск: Редакционно-издательский отдел КГПУ, 2000. — 138 с. — 30-31, 36-38. ISBN 5-85981-072-5

## Награды
Советские государственные награды:
- орден Красного Знамени
- орден Отечественной войны I степени (6 апреля 1985[7])
- орден Красной Звезды (6 августа 1944[8])
- медали «За отвагу», «За оборону Сталинграда» и «За победу над Германией», а также юбилейные.

## Семья
Жена — Вера Фёдоровна Ветшева, доктор технических наук, академик РАЕН, профессор СибГТУ (1927—2020).
- Сын — Борис Вениаминович Луканин[1] (1954 г.р.).
  - Внучка — Луканина Наталья Борисовна (1977 г.р.). Младшая внучка — Шторм Майя Борисовна (1983 г.р.).

## Оценки и мнения
Гвардейская стойкость // газета «Во славу Родины!», сентябрь 1944:

Танкисты экипажей Ляхова и Луканина за два дня уничтожили 17 немецких танков и самоходных орудий. <…>
Когда закончилась вражеская артподготовка, гитлеровцы бросились в бешеную контратаку. Два наших танка, стоявших в засаде, заметили впереди на скате высоты облако пыли, поднятой вражескими танками и бронетранспортёрами. Более 30 немецких машин двигалось на наши боевые порядки.
— Подойдут ближе, будем их бить, — решил гвардии лейтенант Ляхов.
Наши танки занимали очень выгодную позицию. Они могли бить по бортам вражеских машин. <…>
В этот день врагу не удалось продвинуться ни на шаг. Путь ему преградили бесстрашные мужественные гвардейцы — танкисты Ляхов, Луканин и их экипажи.
На следующее утро снова разгорелся ожесточенный бой. Враг в дикой злобе рвался к шоссе, бросая в контратаку большое количество танков и самоходных орудий. Но танки Ляхова и Луканина были для врага несокрушимой крепостью.
Так сражаются наши славные гвардейцы!

В. Г. Луканин:

Люди шли в бой не ради наград, а за Родину! Моим экипажем были уничтожены под Сталинградом 5 танков, на Харьковском направлении — 3 танка, на Сандомирском плацдарме — 8 танков, на территории Германии — 3 танка. Это кроме прочей техники врага и его живой силы. Но и сам был несколько раз ранен и контужен. После очередного тяжёлого ранения в январе 1945 провалялся в госпиталях десять месяцев. Там встретил День Победы…